# SN 2003kz
SN 2003kz – supernowa typu Ia odkryta 16 grudnia 2003 roku w galaktyce M+09-16-34. W momencie odkrycia miała maksymalną jasność 18,50m.